# Orthodoxes Seminar
Deutschland
- Ausbildungseinrichtung für Orthodoxe Theologie der Universität München

Frankreich
- Institut de Théologie Orthodoxe Saint-Serge, Paris

Griechenland
- Orthodoxe Akademie von Kreta im Kloster Gounias, Kolymvari, Kreta[1]

Libanon
- Kloster Balamand, griechisch orthodox

Russland (bzw. Russisches Kaiserreich)
- Neujungfrauenkloster, Moskau
- Orthodoxes Geistliches Seminar, Smolensk
- Moskauer Geistliche Akademie
- Geistliches Seminar zu Charkow
- Geistliches Seminar in Stawropol
- Geistliches Seminar in Kamenez-Podolsk
- Geistliches Seminar in Tschemigow
- Geistliches Seminar in Wologda

Türkei
- Seminar von Chalki

Ukraine
- Mariä-Entschlafens-Kloster, Potschajiw

USA
- Hellenic College Holy Cross Greek Orthodox School of Theology, Brookline (Massachusetts)
- St. Vladimir’s Orthodox Theological Seminary, Yonker bei New York